# Andersonville (Tennessee)
Andersonville – jednostka osadnicza w Stanach Zjednoczonych, w stanie Tennessee, w hrabstwie Anderson.